# Бенетити
Бенети́ти (лат. Bennettitales) — порядок викопних голонасінних рослин мезозойської ери, що існували починаючи з тріасу і закінчуючи крейдою. Найбільшого розквіту досягли в юрський період. Своїм зовнішнім виглядом часто нагадують саговики.
Стебла були або товсті, нерозгалужені, колоноподібні чи бульбоподібні з кроною великого пірчастого листя, або тонкі, псевдодихотомічно розгалужені з довгими пірчастими, часто простими листками. Дуже добре була розвинута серцевина. Макро- і мікроспорофіли утворювали двостатеві шишки. Багато ботаніків вважали бенетити безпосередніми предками покритонасінних рослин. Але дослідження останніх років підтверджують думку, що покритонасінні та бенетити розвивалися як паралельні групи.

## Галерея

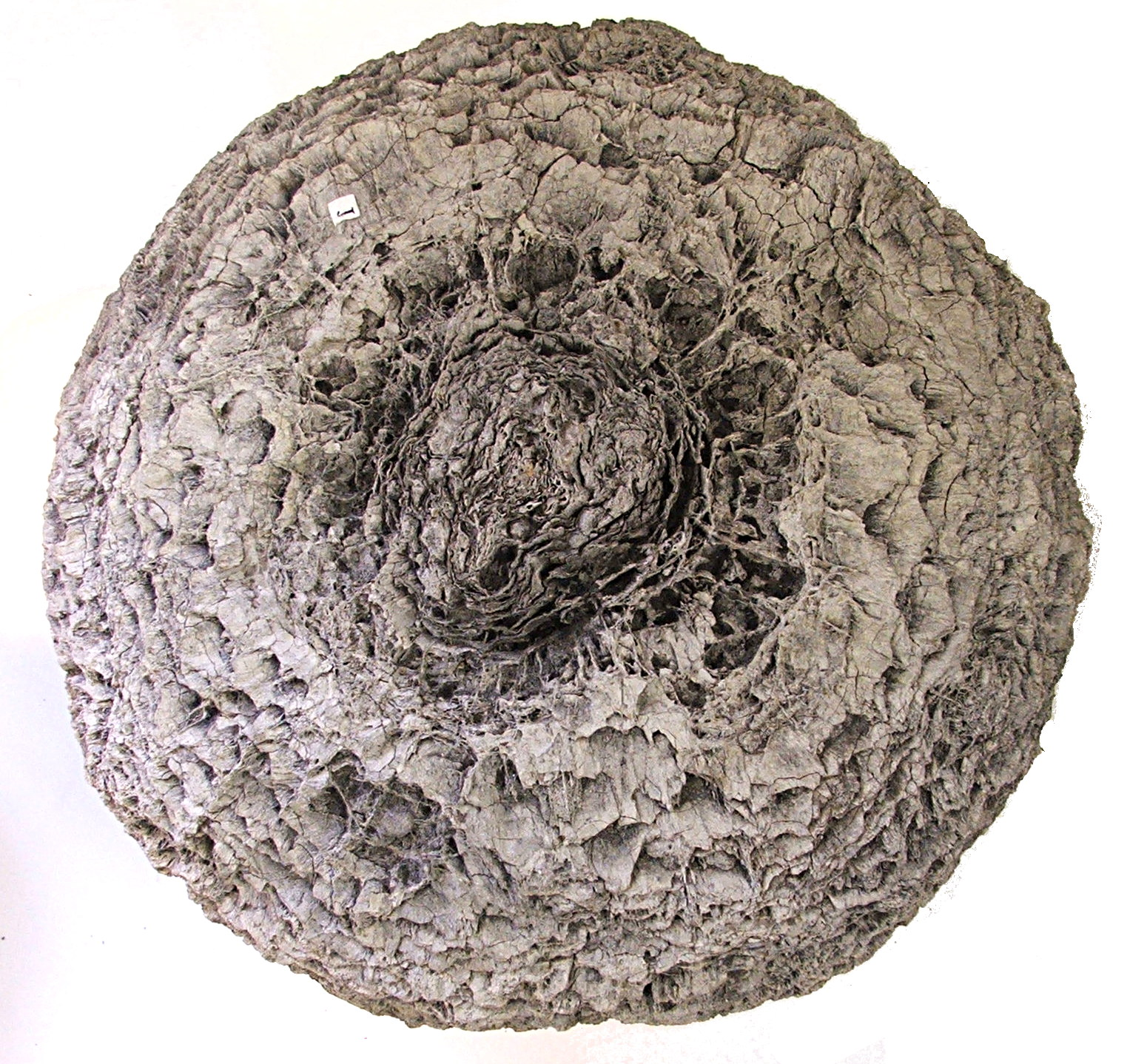
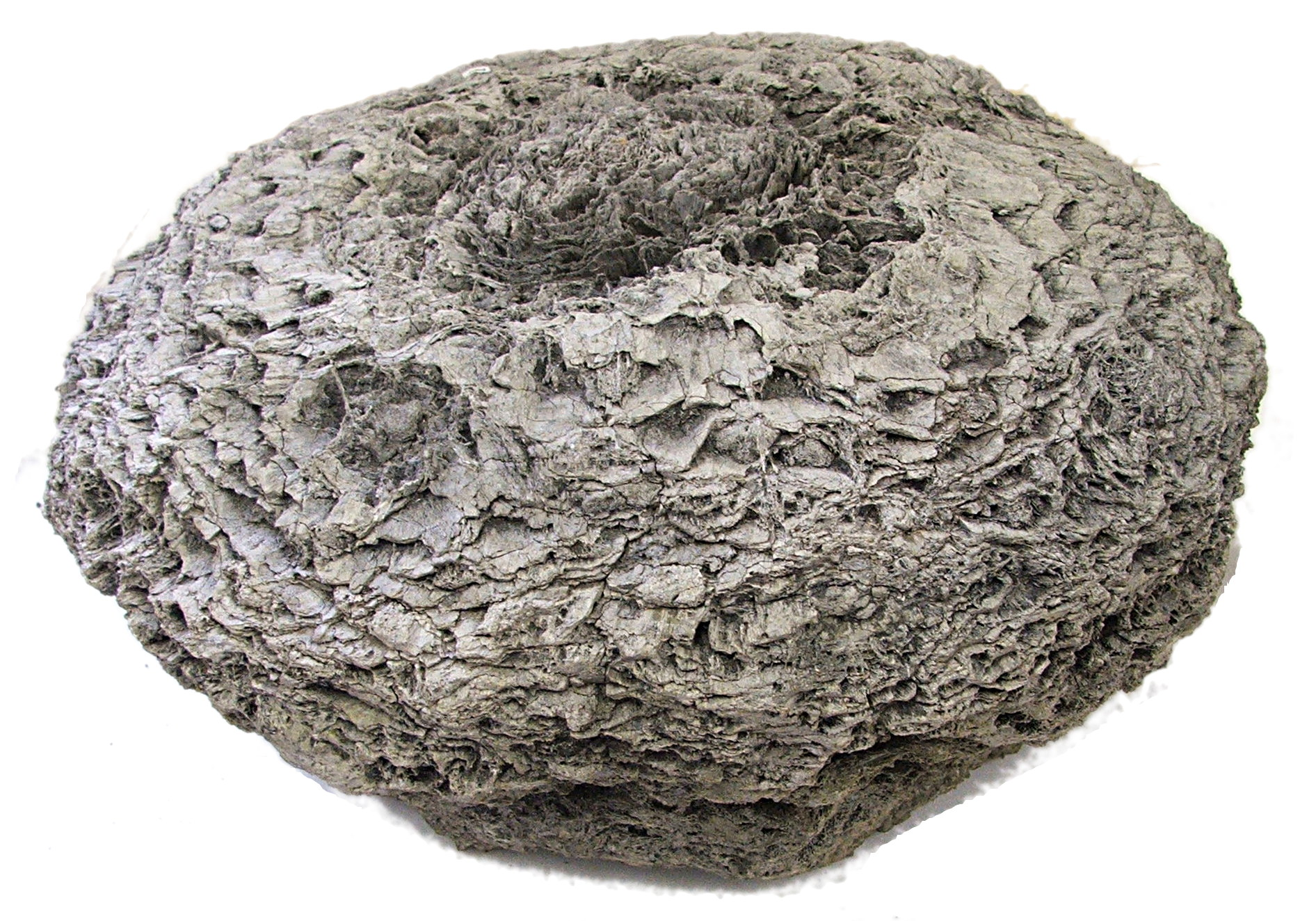
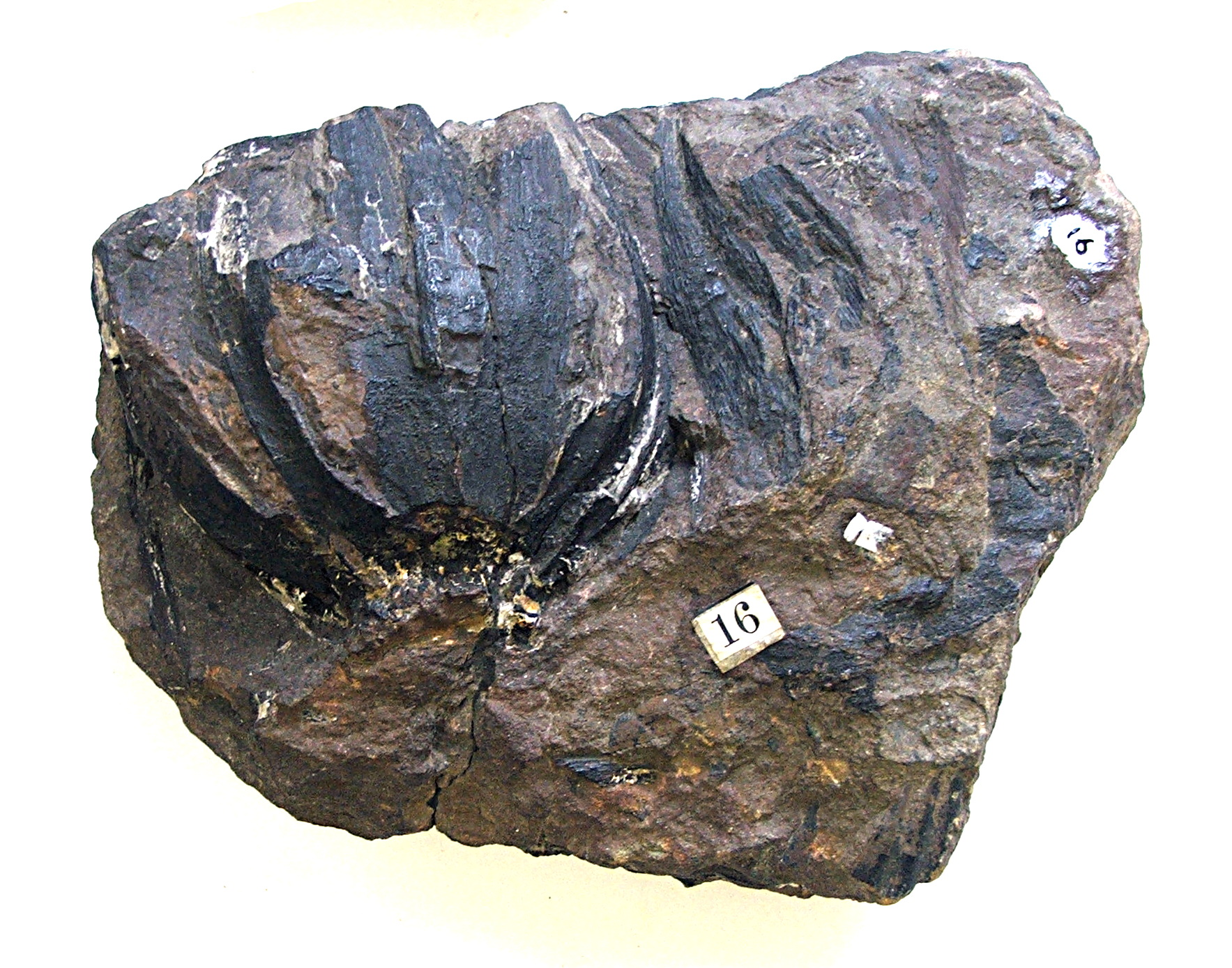